# 요시오카 고코로
요시오카 고코로(일본어: 吉岡 心, 2005년 7월 17일 ~ )는 일본의 여자 축구 선수이다.

## 구단 경력
2024년 WE리그의 마이나비 센다이에 입단하였다.

## 국가대표팀 경력
그녀는 2022년 FIFA U-17 여자 월드컵에 참가할 일본 U-17 국가대표팀에 발탁되었으며, 3경기에 출전했다.